# LUCKY 滾球美眉
《LUCKY 滾球美眉》是みそおでん以四格漫畫形式創作的日本漫畫作品，以保齡球為主題。於芳文社的《月刊Manga Time Kirara MAX》2009年10月號起連載至2012年3月號。中文版由東立出版社代理發行。

## 故事簡介
練以運動推薦甄試方式進入高中，原本加入壘球社，卻因為引發意外被退社。同學凜邀請她加入保齡球社，但加入才發現保齡球的深奧之處，一邊陷入苦戰，一邊逐漸成長。

## 登場人物
星野 練
本作主角。靠著運動推薦入學，卻意外激怒校長而被迫離開壘球社，後來被凜邀請入保齡球的世界，在困惑中不斷練習陌生的保齡球。使用15磅的球。似乎有妹妹。
桃瀨 凜
邀請練加入保齡球社的人。個性溫和，但保齡球技術了得。
瀧澤 奈美
保齡球社社長，3年級學生。嚴格要求練習基本技巧，讓練覺得很困惑，但也仔細對她說明基礎的重要性，在嚴厲中帶點溫柔。家裡經營瀧澤保齡球館，是本作的主要舞台。
阿部 玲
2年級學生，是練的學姊。乍看起來冷靜又充滿知性，保齡球也很厲害，卻因為個性容易緊張導致比賽毫無成果。對練有很強的對抗心態。
瀧澤 珠美
奈美的姐姐，職業保齡球選手，卻因為太溫柔而沒有大會成績。用小美稱呼珠美。
莉莉絲
連鎖保齡球館經營者的女兒，把練當成王子，非常尊敬她。曾以天才保齡球少女的身分上過電視。

## 出版書籍
| 冊數 | 芳文社         | 芳文社                 | 東立出版社    | 東立出版社             |
| 冊數 | 發售日期       | ISBN                   | 發售日期      | ISBN                   |
| ---- | -------------- | ---------------------- | ------------- | ---------------------- |
| 1    | 2010年12月25日 | ISBN 978-4-8322-7976-6 | 2012年7月18日 | ISBN 978-986-10-9737-4 |
| 2    | 2012年3月27日  | ISBN 978-4-8322-4128-2 | 2013年5月23日 | ISBN 978-986-10-9738-1 |